# Лаврівка (Кропивницький район)
Ла́врівка — село в Україні, у Долинській міській громаді Кропивницького району Кіровоградської області. Населення становить 338 осіб. Колишній центр Лаврівської сільської ради.

## Населення
Згідно з переписом УРСР 1989 року чисельність наявного населення села становила 353 особи, з яких 160 чоловіків та 193 жінки.
За переписом населення України 2001 року в селі мешкало 338 осіб.

### Мова
Розподіл населення за рідною мовою за даними перепису 2001 року:
| Мова       | Відсоток |
| ---------- | -------- |
| українська | 98,52 %  |
| молдовська | 0,59 %   |
| російська  | 0,59 %   |
| білоруська | 0,30 %   |

## Відомі люди
Уродженцем села є І. М. Шевченко (1924—2006) — Герой Радянського Союзу.